# Llei Indígena

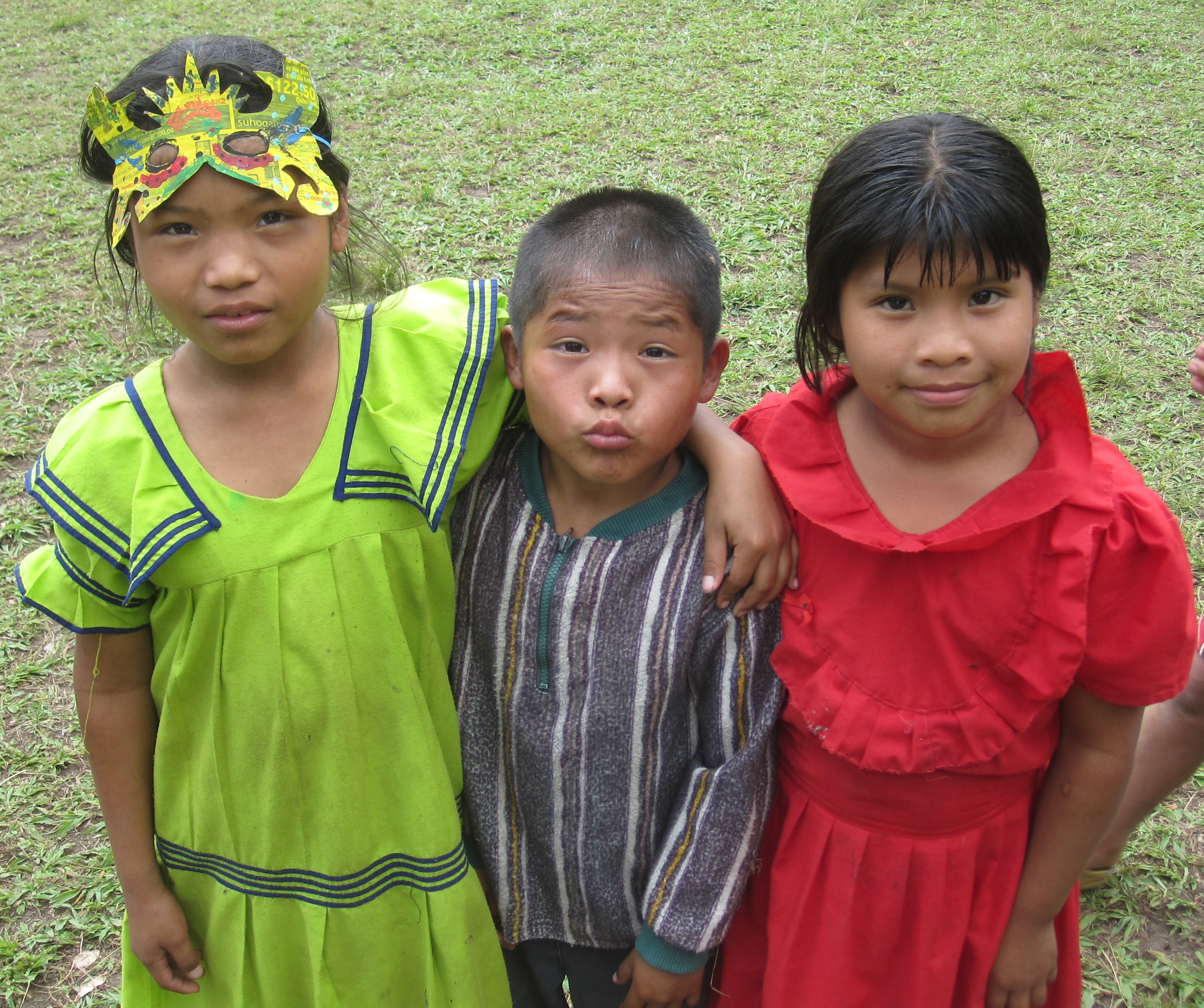
Nens guaymís

La Llei 6172 de Costa Rica, titulada «Llei Indígena» és una llei aprovada per l'Assemblea Legislativa i promulgada el 29 de novembre de 1977, que va començar a regir a partir del 20 de desembre del mateix any.
Aquesta estableix els principis essencials d'autonomia indígena i dels drets d'aquestes comunitats. En el seu article 1 estableix que:
| « | Són indígenes les persones que constitueixen grups ètnics descendents directes de les civilitzacions precolombines i que conserven la seva pròpia identitat. | » |

I en l'article 2, estableix:
| « | Les Comunitats indígenes tenen plena capacitat jurídica per adquirir drets i contreure obligacions de tota classe. No són entitats estatals. | » |

Aquest article resulta de particular importància, ja que en establir la capacitat jurídica i de contreure obligacions de tota classe, i estipular que no són estatals, alguns juristes han interpretat que dota als territoris indígenes d'autonomia política i jurídica, la qual en la pràctica no es compleix.
La llei estableix també els límits dels territoris indígenes de Costa Rica i els els lliura a perpetuïtat i de manera irrenunciable i irreductible, expropia tota propietat de no indígenes al territori (cosa que encara no s'ha complert), prohibeix la concessió de patents comercials per a la venda de licors i estableix que tot comerç que operi en el lloc haurà de ser administrat per aborígens, també prohibeix les excavacions en jaciments arqueològics excepte les d'interès científic organitzades per les institucions científiques i prèvia aprovació de la comunitat.
També crea la figura dels Consells Directius que haurà de tenir cada territori i ser elegits per la comunitat, convertint-se en els seus representants polítics i socials. No obstant això, el Decret Executiu que va crear el Reglament de la Llei Indígena fusiona aquesta figura amb la de les Associacions Comunals de Desenvolupament. Aquest fet va ser particularment polèmic jurídicament, ja que el conveni 169 de l'OIT (que va obligar a la promulgació de la Llei) clarament expressen que és deure de l'Estat permetre que els pobles indígenes s'organitzin d'acord amb llurs costums i cultura, i les Associacions de Desenvolupament no qualifiquen segons certs estudiosos. El Decret va ser apel·lat per l'Associació de Dones Indígenes davant la Sala Constitucional argumentant violació del conveni internacional i de la lletra de la llei, argumentant que les associacions de desenvolupament no són representatives, no tenen com a afiliats a totes les poblacions i així i tot la Llei les faculta per ser administradors polítics i jurídics dels territoris en qüestió. La Sala va fallar en contra del recurs argumentant que l'Estat en lliurar les terres als indígenes tenia potestat d'establir paràmetres per a la seva organització i que els pobladors eren lliures d'afiliar-se a les associacions si així ho volguessin. D'acord amb Schliemann aquest criteri de la Cort contravindria l'estipulat per l'OIT en establir aquesta que és un dret dels pobles indígenes i obligació dels estats part de reconèixer, l'organitzar-se com millor els sembli segons les seves pròpies cultures.
Un nou projecte conegut com a Ley de Desarrollo Autónomo de los Pueblo Indígenas de Costa Rica va ser presentat al Congrés en 1998 i aprovat per la Comissió d'Assumptes Socials dues vegades, no obstant això des de llavors ha romàs en agenda legislativa sense ser discutit o aprovat en plenari. Si bé va ser convocada dins de l'agenda del Executiu durant la administració Solís Rivera i sol·licitada la seva aprovació per part de l'ONU, no ha estat vist pels diputats. El projecte, conegut també com a Llei d'Autonomia Indígena inclou una sèrie de reformes que dotarien de veritable autonomia als pobles indígenes com són; la creació de Consells Territorials Indígenes electes per tots els membres de la comunitat majors de 15 anys i que tindrien personalitat jurídica per representar els pobles davant seu judicial, estableix que els territoris són independents reglamentàriament de les municipalitats, se'ls eximeix d'impostos i se'ls permet exercir en exclusiva la dotació de patents d'explotació comercial que solament poden ser atorgades a indígenes, també permetria a les comunitats indígenes crear els seus propis curriculums educatius diferents als del MEP i obliga a les autoritats del Ministeri de Salut a brindar també serveis de medicina tradicional. També elimina la Comissió Nacional d'Afers Indígenes substituint-la per una nova figura anomenada Institut Nacional Indígena amb delegats electes democràticament per les comunitats indígenes.